# Église Saint-Pierre de Chuffilly-Roche
L'église Saint-Pierre est une église en partie romane située à Chuffilly-Roche, en France.

## Description
Dans cette église à deux nefs, les deux travées orientales de la nef nord et la tour rectangulaire, au-dessus de ces deux travées et du chœur sont les parties les plus anciennes, de style roman. Les murs et les piles sont du XIIe siècle. Les ogives et des doubleaux des voûtes sont du XIIIe siècle. La tour rectangulaire est percée de baies géminées. On accède à cette tour  par un escalier placé à l'intérieur d'une petite tour carrée flanquant le bâtiment comme un contrefort. Le reste du bâtiment est du XVIe siècle. La petite tour abritant l'escalier et le mur nord sont munis de meurtrières et d'une bretèche. 
Dans la façade occidentale, à hauteur du point d'ancrage des fils électriques, une sculpture représentant une tête, stylisée, apparait  entre deux moellons de pierre. La sculpture est en pierre bleue, et correspond probablement à la réutilisation d'un fragment de fonts baptismaux.
À l'intérieur de l'église, le maître-autel à baldaquin orné de colonnes de marbre rouge, ainsi que l'autel latéral à retable et ses colonnes de marbre noir, sont remarquables.

## Localisation
L'église est située sur la commune de Chuffilly-Roche, dans le département français des Ardennes.

## Historique
L'édifice est inscrit au titre des monuments historiques en 1948.